# 武陵遺址群
武陵遺址群位於重慶市萬州區武陵鎮下中村，文物遺址年代為新石器-宋，2009年12月15日列為第二批重慶市文物保護單位。